# Richard Grieco
Richard John Grieco (* 23. března 1965, Watertown, New York, USA) je americký herec, model, malíř a zpěvák. Znám je díky roli Dennise Bookera v seriálech 21 Jump Street, Booker (1989-1990) a filmu 22 Jump Street (2014) a ztvárněním sám sebe v komedii Noc v Roxbury (1998).
Mezi jeho další známé filmy patří Přísně tajné prázdniny (1991), Gangsteři (1991) či Kiss Kiss Bang Bang (2005). Hrál též v seriálu Veronica Mars. Od devadesátých let 20. století se pravidelně objevuje v „béčkových snímcích“ (Zahrada zla (1998), Pavučiny (2003), Mise (2004), Zapomeň na to (2006), Minutes to Midnight (2018)), mnohem častěji však v „zetkových šrotech za hranicí odpadu“[zdroj⁠?!] (Orient Express (2001), Všemocný Thor (2011)).